# Gymnomitrion alpinum
Gymnomitrion alpinum är en bladmossart som först beskrevs av Carl Moritz Gottsche och Pierre Tranquille Husnot, och fick sitt nu gällande namn av Victor Félix Schiffner. Gymnomitrion alpinum ingår i släktet frostmossor, och familjen Gymnomitriaceae. Inga underarter finns listade i Catalogue of Life.